# Campeonato Espanhol de Handebol Masculino
O Campeonato Espanhol de Handebol Masculino, mais conhecido como Liga ASOBAL, é a principal competição de clubes de handebol da Espanha. Trata-se de uma das ligas nacionais mais fortes do mundo.[carece de fontes?] É organizada pela Associação de Clubes Espanhois de Handebol (em língua castelhana, Asociación de Clubes Españoles de Balonmano - ASOBAL).

## Edição atual
| Equipe                   | Cidade          | Temporada 2012/2013              |
| ------------------------ | --------------- | -------------------------------- |
| BM Puente Genil          | Puente Genil    | Playoffs - División Plata        |
| BM Aragón                | Saragoça        | 5º                               |
| BM Huesca                | Huesca          | 8º                               |
| BM Valladolid            | Valladolid      | 12º                              |
| FC Barcelona             | Barcelona       | 1º                               |
| BM Puerto Sagunto        | Sagunto         | 9º                               |
| BM Ganollers             | Granollers      | 6º                               |
| BM Cangas                | Cangas          | 14º                              |
| BM Ciudad Encantada      | Cuenca          | 10º                              |
| SCDR Anaitasuna          | Pamplona        | 7º                               |
| AB Gijón Jovellanos      | Gijón           | Fase de ascenso - División Plata |
| BM Ciudad de Logroño     | Logroño         | 3º                               |
| AD Ciudad de Guadalajara | Guadalajara     | 13º                              |
| BM Ademar León           | Leão            | 4º                               |
| BM Villa de Aranda       | Aranda de Duero | 11º                              |